# Sixten Boström
Sixten Boström (Helsinki, 15 settembre 1963) è un allenatore di calcio ed ex calciatore finlandese, di ruolo centrocampista.

## Palmarès

### Giocatore

#### Competizioni nazionali
- Campionato finlandese: 4

HJK: 1981, 1987
Kuusysi: 1989, 1991
- Coppa di Finlandia: 1

HJK: 1981

### Allenatore

#### Competizioni nazionali
- Campionato finlandese: 1

HJK: 2013